# Hilzingen
Hilzingen  – miejscowość i gmina w Niemczech, w kraju związkowym Badenia-Wirtembergia, w rejencji Fryburg, w regionie Hochrhein-Bodensee, w powiecie Konstancja.

## Współpraca
Miejscowości partnerskie:
- Lizzano in Belvedere, Włochy
- Stolpen, Saksonia